# Come on Let's Dance (This is the FANKS DYNA-MIX)
『Come on Let's Dance (This is the FANKS DYNA-MIX)』（カモン・レッツ・ダンス - ディス・イズ・ザ・ファンクス・ダイナミックス）は、TM NETWORK6枚目のシングル。1986年4月21日に発売された。

## 構成
アルバム『GORILLA』の先行シングルとしてリリースされ、カップリング曲は、アルバム『GORILLA』の先行楽曲「You can Dance」と、表題曲の「Come on Let's Dance」リミックス・ヴァージョン「Come On Let's Dance (The SAINT MIX)」を収録されている。

## 制作

### ミキシング
「FANKS」というコンセプトを打ち出し、これまでのファンタジー、近未来的路線を一蹴。生ドラム、サックス、スリーピース・コーラスを取り入れたファンキーな楽曲となっている。制作は小室哲哉とマイケル・バルビエリの2人でニューヨークにて行なわれた。小室は「ダンサブルな音楽は昔からやりたかった。アメリカのR&B・モータウンの音楽をルーツにしているヨーロッパの人たちと同じ所に行きたい。ヨーロッパの方から見たら“Far East（極東）”ではあるんだけど、同じルーツの音楽を違う解釈で作ったら、同じレベルになったという所までやりたい」という意向からエンジニアにマイケルが起用された。アメリカのスタッフから「ヨーロッパディスコのヒットパターンだね」「オリエンタルな部分もある」と言われた小室は「イントロは正にそう取られる様に作っていた。アメリカの受け止められ方と自分が考えていたことにズレはなかった」と答えている。
サンプリングは全く使用せず、ワンボタンスイッチング録音を駆使し、何回も電源を切ったり入れたりして電源を入れた所にだけディレイがかかる様にした。その後、ノリで適当に何回か新規にキーボードを弾き、格好良い所だけテープに繋ぐ形でまとめたため、マイケルから「日本語がわからないから勝手に切っちゃってるけどいいの?」「これはどういう意味?」と何回も質問があり、それに小室が逐一返答したという。

### レコーディング
本楽曲のイントロは、リリース前年である1985年に、小室の実家で曲の打合せをしていたところ、久保こーじが2階から階段をドタドタドタ…と駆け下りてきた音がヒントとなり作られた。
サックスの演奏は、元タワー・オブ・パワーのレニー・ピケットが参加している。間奏のソロパートでサックスを全面に押し出しているのは、デュラン・デュランの「The Reflex」の12インチでのリミックスで披露されたサックスの演出に触発され、「絶対に海外で録音したい」と思ったことからきている。
コーラスは、ニューヨークで「是非一緒にやりたい」と言った一人であるタワサ・アジが参加している。
キーボードの演奏に関して、小室は「かなり苦労して頑張って弾いていたし、その後に編集している所も多いから、キーボードパートのコピーは難しい」と振り返っている。
宇都宮隆は「自分なりの16ビートのタイム感がつかめた大きなきっかけとなった1曲」と語っており、2019年のインタビューで「初めて聴かせて貰った時の衝撃が凄くて、とんでもない音圧だし、とにかくサウンドのクオリティが高くて。当時は海外でレコーディングするミュージシャンが多かったんですけど、僕は『わざわざ面倒くさいな…』と思ってたんです。でも音を聴いてみたら、やっぱり日本の機材や環境ではこんなサウンドは作れないと実感した」と、TMでの活動の中でも特に忘れられない出来事だったと語っている。

### 作詞
神沢礼江に作詞を依頼する際、小室はエルトン・ジョンや、ハワード・ジョーンズの作風を「ただ聴けば、ポップで軽くて、差しさわりのないものに聴こえる。でも歌詞に目を向けると、ラブソングはほとんど無くて、『友情』『叱咤激励』『希望』を歌っている。『やれることは今はこれしかないから頑張ろう』というテーマを掲げているのが彼らが受けている要因なんだ」と例を示しながら説明した後、「最初は『音が格好良い』と思って入ったリスナーも、歌詞に耳を傾けると『僕達から、何かをしようとしている君達へ。何も無いけど、何か頑張ろうとしている君達へ。夢を探している君達へ』という深い歌なんだと気づく仕掛けをやってみたい」「『Dance』という言葉を下降線を上昇線へ向けるためのキーワードにしてほしい」と指示した。

## ミュージック・ビデオ
PVの撮影は『GORILLA』のレコーディング作業中の合間を縫い、「徹夜明けに宇都宮が髪を切り、愛知県名古屋市に移動し、1日でロケーション撮影を行う」という強行スケジュールで行われた。その後、ディスコ調に休み無く明滅して回転を続ける構成の映像編集・CGの使用が施された。坂西伊作が六本木のレコード店に通っていた時、ワイルド・バンチの面々と出会い、その尖った格好良さに惚れ込み、PV出演・アルバムのレコーディング参加を願い出た。

## 収録曲
| 全作曲・編曲: 小室哲哉。 |                                                      |           |            |      |
| #                        | タイトル                                             | 作詞      | 作曲・編曲 | 時間 |
| 1.                       | 「Come on Let's Dance (This is the FANKS DYNA-MIX)」 | 神沢礼江  | 小室哲哉   | 4:56 |
| 2.                       | 「You can Dance」                                    | 西門加里  | 小室哲哉   | 4:55 |
| 3.                       | 「Come on Let's Dance (The SAINT MIX)」              | 神沢礼江  | 小室哲哉   | 5:40 |
| 合計時間:                | 合計時間:                                            | 合計時間: | 15:31      |      |

## 収録アルバム
Come on Let's Dance
- GORILLA (アルバムバージョン)
- Gift for Fanks
- DRESS (COME ON LET'S DANCE (DANCE SUPREME))
- GROOVE GEAR 1984-1994 (ライブバージョン)
- TAKASHI UTSUNOMIYA PRESENTS TMN RED (The SAINT MIX)
- TMN final live LAST GROOVE 5.18 (ライブバージョン)
- TIME CAPSULE all the singles
- STAR BOX (アルバムバージョン)
- THE LEGEND TM NETWORK
- TM NETWORK THE SINGLES 1 (Disc 1にシングルバージョン、初回限定盤のみ付属のDisc 2にThe SAINT MIXが収録)
- TM NETWORK SUPER BEST
- TM NETWORK ORIGINAL SINGLES 1984-1999
- TM NETWORK ORIGINAL SINGLE BACK TRACKS 1984-1999 (オリジナル・カラオケ)
- DRESS2 (Come on Let's Dance 2014)
- Gift from Fanks T
- LIVE HISTORIA M 〜TM NETWORK Live Sound Collection 1984-2015〜　(ライブバージョン)
- How Do You Crash It?  (「Come on Let's Dance 2014」のライブバージョン)

You can Dance
- GORILLA
- Gift for Fanks
- GROOVE GEAR 1984-1994 (ライブバージョン)
- TM NETWORK ORIGINAL SINGLES 1984-1999
- Gift from Fanks M
- 40th FANKS intelligence Days 〜STAND 3 FINAL〜 (ライブバージョン)

## 他アーティストによるカバー
| 発売日        | アーティスト | 収録作品                        | 備考 | 出典  |
| ------------- | ------------ | ------------------------------- | --- | ----- |
| 1989年4月26日 | 幕末塾       | シングル「Come on Let's Dance」 | 秋元康がプロデューサーを務めたパフォーマンスグループで、 メンバーの一人に、タレントの彦摩呂が所属していた。 テレビ朝日系ドラマ『マスカットリップス』主題歌。 | [ 8 ] |